# Romulus (Nueva York)
Romulus es un pueblo ubicado en el condado de Seneca en el estado estadounidense de Nueva York. En el año 2000 tenía una población de 2,036 habitantes y una densidad poblacional de 21 personas por km².

## Geografía
Romulus se encuentra ubicado en las coordenadas 42°43′19″N 76°50′26″O / 42.72194, -76.84056.

## Demografía
Según la Oficina del Censo en 2000 los ingresos medios por hogar en la localidad eran de $42,404, y los ingresos medios por familia eran $45,938. Los hombres tenían unos ingresos medios de $39,417 frente a los $25,938 para las mujeres. La renta per cápita para la localidad era de $16,332. Alrededor del 14.3% de la población estaban por debajo del umbral de pobreza.